# Vratislavice nad Nisou

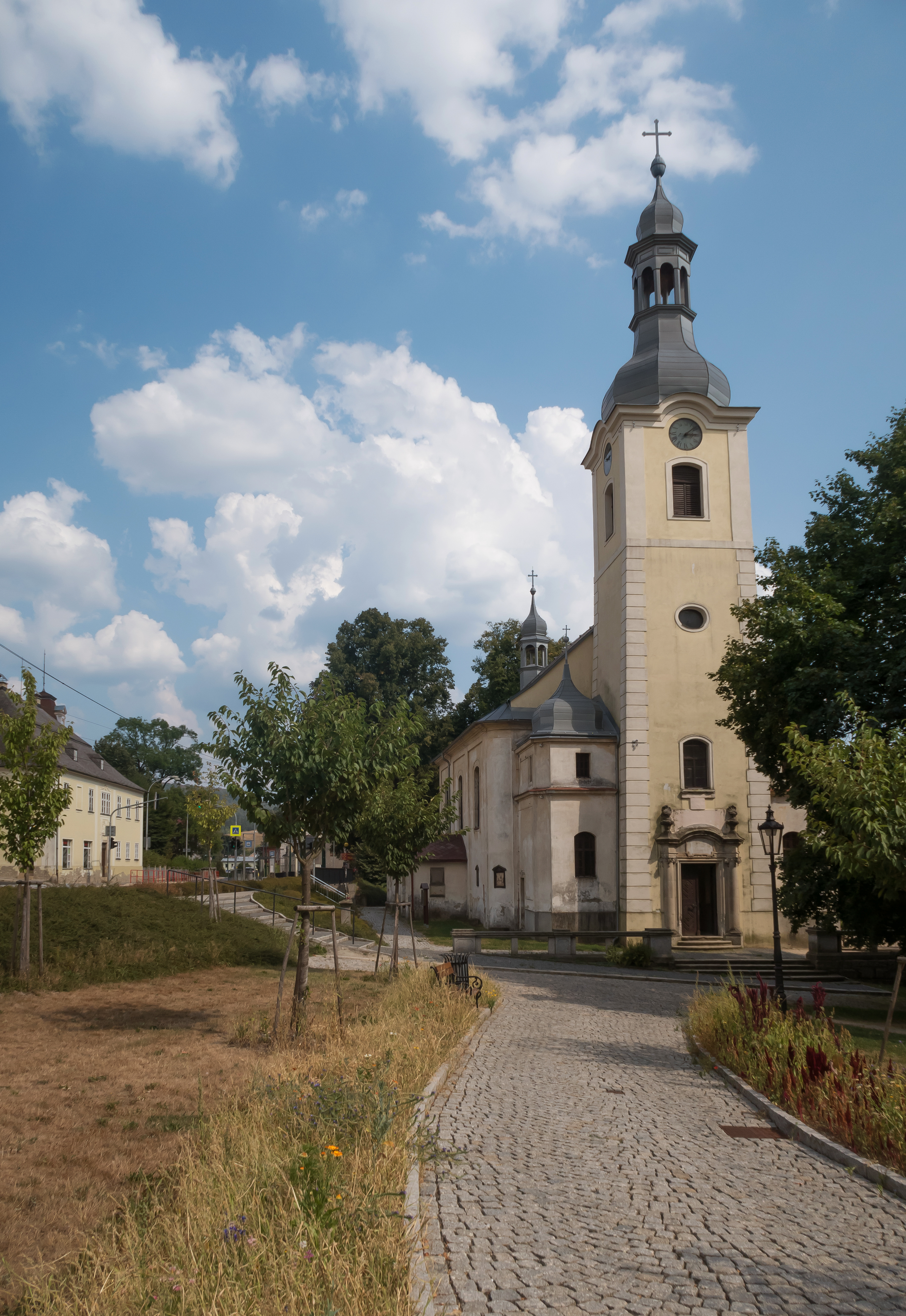
Vratislavice nad Nisou, Kirche: kostel Nejsvětější trojice

Vratislavice nad Nisou (deutsch Maffersdorf) ist ein Stadtbezirk (Liberec-Vratislavice nad Nisou) und Stadtteil (Liberec XXX-Vratislavice nad Nisou) von Liberec (Reichenberg) in Tschechien. Er liegt beiderseits der Lausitzer Neiße zwischen Liberec und Jablonec nad Nisou (Gablonz), etwa 3,5 km südöstlich des Liberecer Stadtzentrums.

## Geschichte
Der Ort Wratislawicz entstand vermutlich im 13. Jahrhundert links der Neiße durch böhmische Kolonisten. Ab 1460 ist die Siedlung urkundlich nachweisbar, die zu der Zeit eine gemauerte Kirche besaß. Im 16. Jahrhundert wanderten deutsche Siedler aus dem nördlichen Teil des Isergebirges ein, die am rechten Neißeufer einen weiteren Ort anlegten, der nach ihrem Heimatdorf Meffersdorf (heute: Pobiedna) benannt wurde. Die Dörfer rechts und links des Flusses waren selbständige Orte und gehörten unterschiedlichen Herrschaften (Reichenberg, Böhmisch Aicha). Im Laufe der Jahre entwickelte sich der Ortsname zu Maffersdorf; diese Bezeichnung wurde seit dem Dreißigjährigen Krieg auch auf das Dorf links der Neiße übertragen und die Bezeichnung Wratislawicz geriet in Vergessenheit.
Maffersdorf rechts der Neiße, auch als Reichenberger Seite bezeichnet, wuchs beständig. 1701 erfolgte der Bau der neuen Pfarrkirche nach Plänen des Prager Baumeisters Marco Antonio Canevalle.
In der zweiten Hälfte des 19. Jahrhunderts setzte in beiden Teilen die Industrialisierung an. 1871 gründete Franz Peukert eine Firma, die er später zu einem renommierten Unternehmen für Fleischereieinrichtungen ausbaute. 1896 entstand die Porzellanfabrik Eduard Stiassny. Die von Ignaz Ginzkey gegründete und von seinem Sohn Wilhelm Ginzkey weitergeführte Teppich- und Deckenfabrik besaß Weltruf. Im Jahr 1924 lieferte die Firma Ginzkey an das New Yorker Hotel Waldorf-Astoria den größten Teppich der Welt.
Seit der Entdeckung einer Heilquelle im Jahr 1862 wurde im Dorf links der Neiße bald der Badebetrieb aufgenommen. Der Badebesitzer Rudolf schloss sich 1913 mit dem Besitzer des zweiten, 1866 entstandenen Mineralwasserbrunnen Weber zusammen. 1918 kaufte jedoch der Besitzer des Kurbades in Bad Liebwerda das Heilbad in Maffersdorf auf, um den Konkurrenzbetrieb einzustellen.
Die 1872 als Aktiengesellschaft gegründete Reichenberger Bierbrauerei und Malzfabrik in Maffersdorf rechts der Neiße war bekannt für ihr gutes Bier. Beide Gemeinden, die der böhmischen Bezirkshauptmannschaft Reichenberg angehörten, hatten 1880 zusammen 4.910 Einwohner.
Am 14. Juli 1901 erfolgte die Vereinigung beider Gemeinden zum Marktflecken Maffersdorf, der 1939 6.234 Einwohner zählte. 1919 kam der Ort an die neu gegründete Tschechoslowakei; die Bezeichnung Vratislavice wurde wieder benutzt.
1938 wurde der Ort als Teil des Sudetenlands vom Deutschen Reich besetzt. Nach dem Zweiten Weltkrieg kam es zur Vertreibung des fast ausschließlich deutschen Teils der Bevölkerung.
1956 wurde Vratislavice zur Stadt erhoben und 1980 nach Liberec (heute Liberec XXX) eingemeindet.  1991 hatte der Ort 6054 Einwohner. Im Jahr 2001 bestand Vratislavice aus 1007 Häusern, in denen 6657 Menschen lebten.

## Ortsgliederung
Vratislavice nad Nisou bildet den Stadtbezirk Liberec-Vratislavice nad Nisou und zugleich den Stadtteil Liberec XXX-Vratislavice nad Nisou sowie einen Katastralbezirk der Stadt Liberec. Er gliedert sich in die zehn Grundsiedlungseinheiten Císařský kámen (Kaiserstein), Nová Ruda-sever, Nová Ruda-střed, Prosečský hřeben (Proschwitzkammhäuser), Tyršův vrch, U cihelny, U pivovaru, U vysílačky, Vratislavice-průmyslový obvod und Vratislavice-střed.

## Wirtschaft
Nach der Machtablösung der Kommunisten in der Samtenen Revolution  bereitete der Übergang in die Marktwirtschaft einigen Betrieben große Probleme. Die 1872 gegründete Brauerei (Marke Vratislav) schloss 1998. Nach zweijähriger Stilllegung wurden die inzwischen von der Firma Hols aufgekauften Marken der Brauerei wiederbelebt und die neue Marke Konrad vorgestellt. Gebraut wird in Prag. 2003 betrug der Absatz der Brauerei Hols wieder 65.000 Hektoliter. Im Oktober 2004 entstand auf dem Brauereigelände ein Oldtimermuseum der Bürgervereinigung Auto-Museum. Es wurde 2022 aufgelöst.

## Verkehr

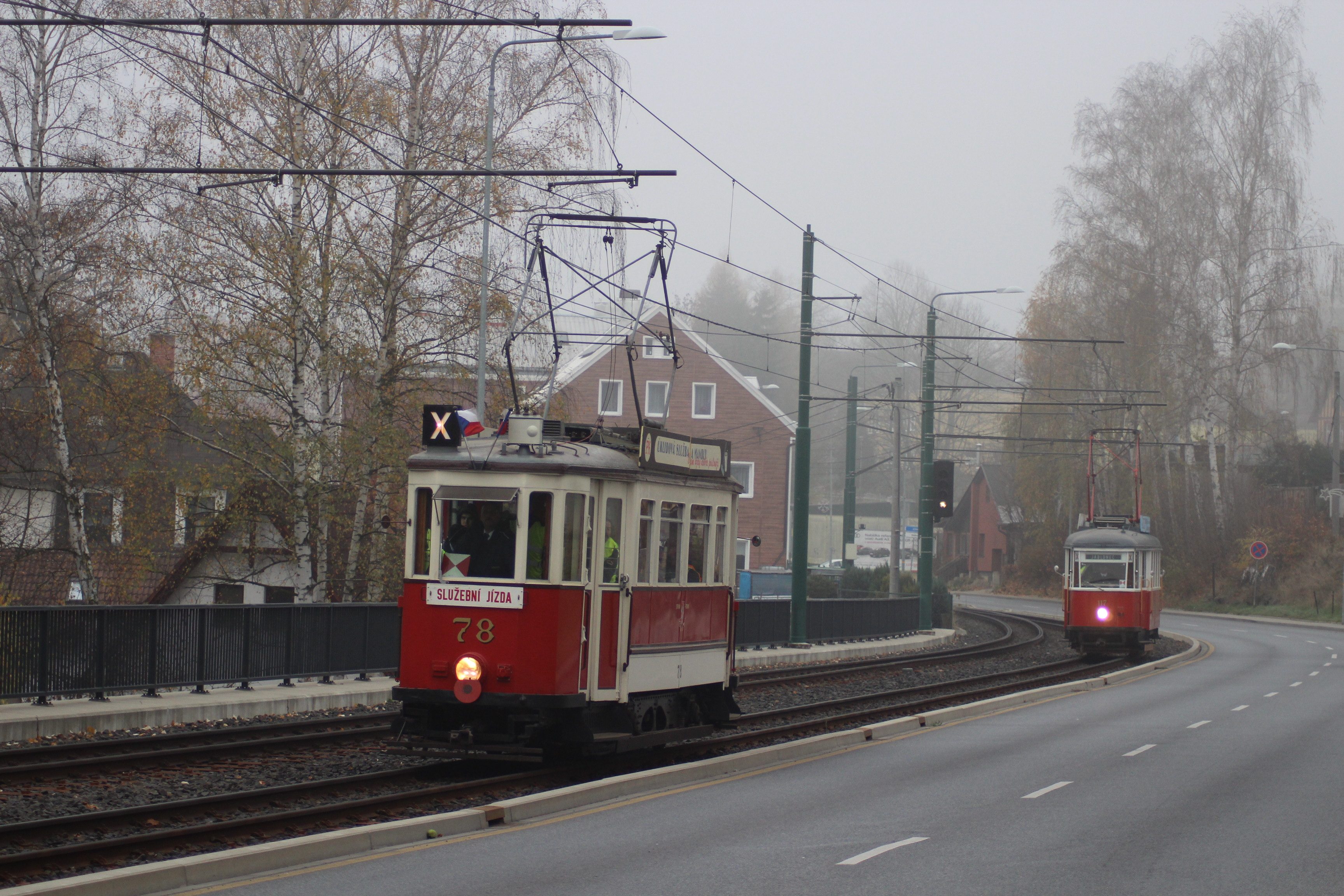
Hauptstraße Tanvaldská (Silnice I/14) mit historischen meterspurigen Straßenbahntriebwagen (2018)

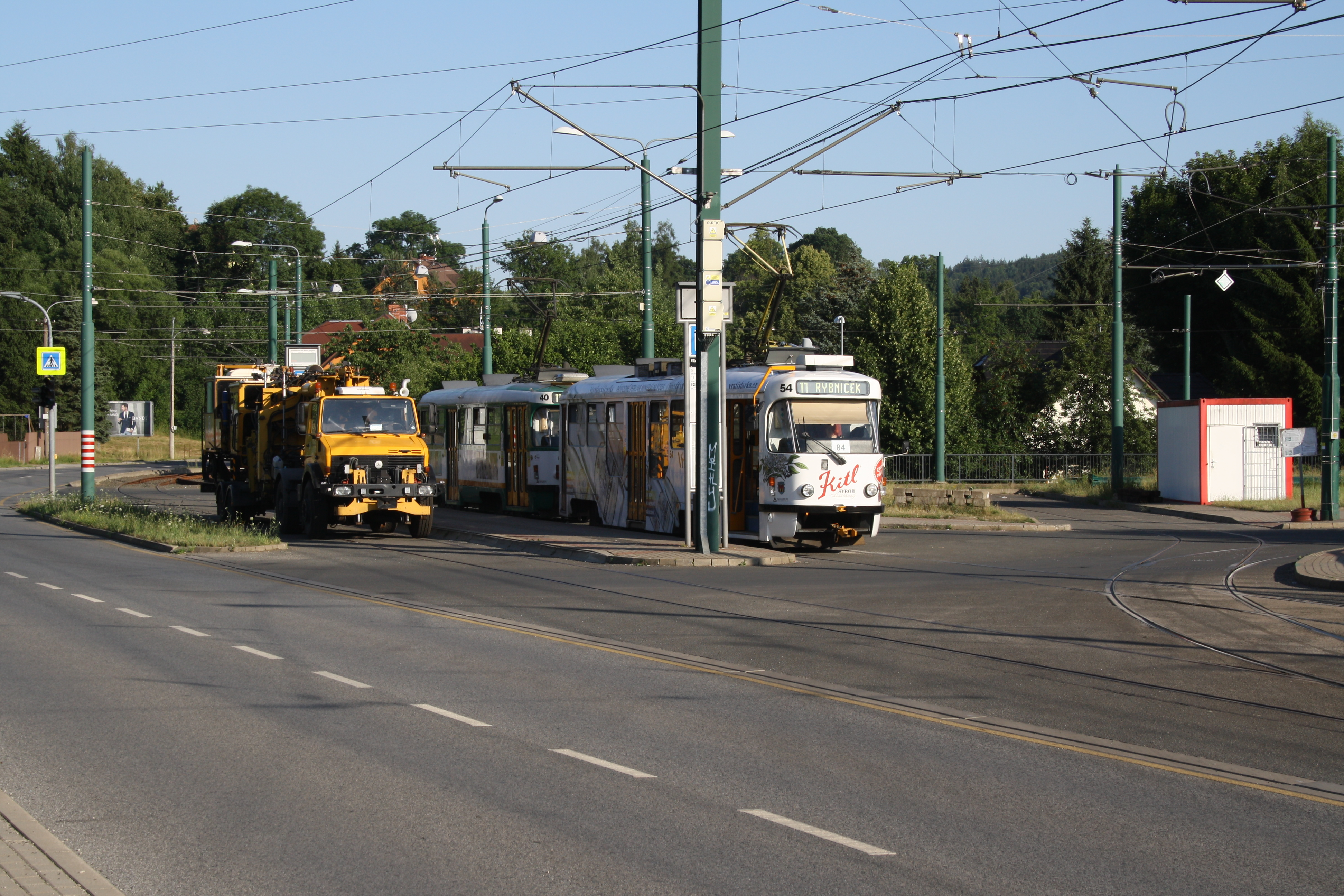
Regelspuriger Straßenbahnzug in der umgespurten Wendeschleife

Mit dem am 25. November 1888 eröffneten Abschnitt der Lokalbahnstrecke der Reichenberg-Gablonz-Tannwalder Eisenbahn AG (→ Bahnstrecke Liberec–Kořenov) entstanden auf der Flur von Maffersdorf links der Neiße die beiden Bahnstationen Maffersdorf und Dörfel.
Im Jahr 1951 wurde das bereits seit 1900 geplante Straßenbahnprojekt zwischen Liberec und Jablonec realisiert, das Vratislavice fortan mit beiden Städten verband (→ Überlandstraßenbahn Liberec–Jablonec nad Nisou). Nach 1970 erfolgte zeitweilig eine Einstellung des Straßenbahnverkehrs, da sich die Gleisanlagen in einem sehr schlechten Zustand befanden. Durch die Verkehrsbetriebe Liberec wird die Strecke heute wieder befahren. Während einer Sperrung zwischen 2021 und 2023 wurde ihr Abschnitt nach Liberec einschließlich der örtlichen Wendeschleife von Meterspur auf Regelspur umgebaut.
Durch Vratislavice nad Nisou verläuft die Staatsstraße Silnice I/14, die Liberec über Tanvald mit Trutnov verbindet.

## Porsche-Museum
Seit 2016 erinnert das Porsche-Museum an den berühmtesten Sohn des Ortes, den Fahrzeugkonstrukteur Ferdinand Porsche. Es wurde in seinem Geburtshaus in der Tanvaldská 38 (bis 1945: Hauptstraße 38) eingerichtet und zeigt die Geschichte dieser Maffersdorfer Familie und die Erfindungen Porsches.

## Persönlichkeiten

### Söhne und Töchter des Ortes
- Ignaz Ginzkey (1818–1876), Teppichfabrikant
- Wilhelm Ginzkey (1856–1934), Großindustrieller
- Ernst Schäfer (1862 – n. 1936), Architekt und Baumeister
- Hermine Ginzkey (1864–1933), österreichische Radiererin, Malerin und Zeichnerin
- Ferdinand Porsche (1875–1951), Fahrzeugkonstrukteur
- Oskar Baudisch (1881–1950), deutsch-amerikanischer Radiologe
- Oskar Seibt (1883–1949), Dirigent und Komponist
- Hans Molitor (1895–1970), österreichisch-amerikanischer Pharmakologe
- Konrad Henlein (1898–1945), nationalsozialistischer Politiker
- Herbert Möller (* 1923), Politiker (CDU), ehem. Abgeordneter des Landtags von Schleswig-Holstein
- Roland Schneider (1939–2007), Japanologe und Hochschullehrer

### Persönlichkeiten, die dem Ort verbunden sind
- Franz Kafka war während seiner Tätigkeit für die Arbeiter-Unfall-Versicherungs-Anstalt oft in der Industriegemeinde.
- Roland Bulirsch wuchs in Maffersdorf-Neurode auf.